# Mie Nielsen
Mie Østergaard Nielsen, född 25 september 1996 i Ålborg, är en dansk simmare.
Hon tog sina första internationella seniormedaljer som femtonåring vid kortbane-EM 2011 där hon tog bronsmedaljer på 100 meter ryggsim och 100 meter medley samt ett silver i lagkappen på 4×50 meter medley och ett guld på 4×50 meter frisim.
Nielsen deltog i de olympiska spelen 2012 i London men gick inte vidare från kvalet i de individuella grenarna, i lagkapperna slutade det danska laget på en sjätteplats på 4×100 meter frisim och en sjundeplats på 4×100 meter medley. 2013 tog hon Danmarks enda individuella guldmedalj på 100 meter ryggsim vid kortbane-EM i Herning och var även del av det danska lag som tog guld på 4×50 meter frisim, Nielsen nominerades för detta till Største danske sportspræstation 2013.
Hon missade VM 2013 på grund av en knäskada och gjorde därför sin VM-debut 2015 i Kazan där hon tog en bronsmedalj på 100 meter ryggsim. Vid de olympiska simtävlingarna 2016 vann hon en bronsmedalj i lagkappen på 4×100 meter medley tillsammans med Jeanette Ottesen, Rikke Møller Pedersen och Pernille Blume.